# Гімназія № 86 «Консул» (Київ)
Київська гімназія «Консул» № 86 — школа у місті Києві з поглибленим вивченням іноземних мов. Має I—III рівень акредитації. Розташована на вулиці Круглоуніверситетській, 9.
Гімназія ставить за мету плекання національної еліти України.

## Вивчення іноземних мов
Гімназія «Консул» № 86 є офіційним учасником програми «Cambridge English Schools» — інноваційного проекту, започаткованого видавництвом Кембриджського університету (Cambridge University Press) та екзаменаційним департаментом Кембриджського університету (Cambridge English Language Assessment).

## Історія
В 1937 була утворена чоловіча середня загальноосвітня школа № 86.
В 1945—1954 — школу відбудовували та реконструювали.
В 1950 надано статус школи з поглибленим вивченням іноземної мови.
В 1954 знято статус чоловічої школи.
В 1997 надано статус «гімназія».

## Структура
- спеціалізована школа І ступеня (1—4 класи) з поглибленим вивченням іноземних мов з 1 класу;
- гімназія ІІ ступеня (5—9 класи);
- гімназія ІІІ ступеня (10—11 класи) профільні класи суспільно-гуманітарного, гуманітарного та природничого напрямів.

## Видатні випускники
Середню освіту в мовній школі № 86 здобув Грановський Олександр Михайлович — український політик і бізнесмен, народний депутат України VIII скликання.